# Giscon (orateur carthaginois, IIe siècle av. J.-C.)
Pour les articles homonymes, voir Giscon.
Sauf précision contraire, les dates de cet article sont sous-entendues « avant l'ère commune » (AEC), c'est-à-dire « avant Jésus-Christ ».
Giscon, orateur carthaginois, vivait vers le milieu du IIe siècle av. J.-C. Il était un des principaux magistrats de Carthage à l’époque des différends qui amenèrent la troisième guerre punique. Les ambassadeurs romains avaient été envoyés à Carthage pour régler les contestations entre les Carthaginois et Massinissa, en 152. Le sénat de Carthage était disposé à se soumettre ; mais Giscon, par un discours violent, enflamma tellement les esprits que les députés romains, craignant pour leur vie, se hâtèrent de quitter Carthage.

## Sources
Tite-Live, Epit., XLVIII.